# كانتانهيد
كانتانهيد (بالبرتغالية: Cantanhede‏)؛ بلدية في ولاية مارانهاو في المنطقة الشمالية الشرقية من البرازيل.